# Pingdingshan
Pingdingshan (in cinese: 平顶山; in pinyin: Píngdǐngshān) è una città della Cina nella provincia del Henan.

## Suddivisioni amministrative
- Distretto di Xinhua
- Distretto di Weidong
- Distretto di Zhanhe
- Distretto di Shilong
- Wugang
- Ruzhou
- Contea di Baofeng
- Contea di Ye
- Contea di Lushan
- Contea di Jia